# Plagionit
Plagionit ist ein selten vorkommendes Mineral aus der Mineralklasse der „Sulfide und Sulfosalze“ mit der chemischen Zusammensetzung Pb5Sb8S17 und gehört strukturell zu den Blei-Sulfosalzen.
Plagionit kristallisiert im monoklinen Kristallsystem, ist in jeder Form undurchsichtig und entwickelt meist dicktafelige bis prismatische Kristalle von dunkelrotbrauner oder bleigrauer bis schwarzer Farbe und metallischem Glanz. Er kommt aber auch in Form körniger bis massiger Mineral-Aggregate vor.

## Etymologie und Geschichte
Erstmals erwähnt wurde das Mineral 1831 durch Johann Ludwig Carl Zincken, der die schwärzlich-bleigrauen Kristalle als „neues Spiessglanzerz“ aus der „Graf Jost-Christian-Zeche“ bei Wolfsberg (Mansfeld-Südharz) in Sachsen-Anhalt beschrieb. 1833 untersuchte Gustav Rose das Mineral genauer und benannte es in Anlehnung an seine schiefwinkligen Kristallachsen und damit schiefwinkligen Kristallformen nach dem altgriechischen Wort πλάγιος [plágios] für schief oder schräg. Sein Bruder Heinrich Rose führte die chemischen Analysen durch.
Das Typmaterial des Minerals wird in der Mineraliensammlung des Museums für Naturkunde Berlin (Register-Nr. 1999-0078) aufbewahrt.

## Klassifikation
In der mittlerweile veralteten, aber noch gebräuchlichen 8. Auflage der Mineralsystematik nach Strunz gehörte der Plagionit zur Abteilung der „Sulfosalze (S : As,Sb,Bi = x)“, wo er zusammen mit Fülöppit, Heteromorphit, Rayit und Semseyit die unbenannte Gruppe II/E.21 bildete.
Die seit 2001 gültige und von der International Mineralogical Association (IMA) verwendete 9. Auflage der Strunz’schen Mineralsystematik ordnet den Plagionit in die neu definierte Abteilung der „Sulfosalze mit SnS als Vorbild“ ein. Diese ist zudem weiter unterteilt nach den in der Verbindung vorherrschenden Metallen, so dass das Mineral entsprechend seiner Zusammensetzung in der Unterabteilung „Nur mit Blei (Pb)“ zu finden ist, wo es als einziges Mitglied die unbenannte Gruppe 2.HC.10b bildet.
Auch die vorwiegend im englischen Sprachraum gebräuchliche Systematik der Minerale nach Dana ordnet den Plagionit in die Klasse der „Sulfide und Sufosalze“ und dort in die Abteilung der „Sulfosalze“ ein. Hier ist er zusammen mit Fülöppit, Heteromorphit, Rayit und Semseyit in der Fülöppitgruppe (monoklin: C2/c enthält Pb, Sb) mit der System-Nr. 03.06.20 innerhalb der Unterabteilung „Sulfosalze mit dem Verhältnis 2,0 < z/y < 2,49 und der Zusammensetzung (A+)i(A2+)j[ByCz], A = Metalle, B = Halbmetalle, C = Nichtmetalle“ zu finden.

## Bildung und Fundorte
Plagionit bildet sich in Hydrothermal-Adern in Erz-Lagerstätten, wo er meist vergesellschaftet mit anderen Sulfidmineralen wie Boulangerit, Franckeit, Galenit, Geokronit, Kassiterit, Pyrit,  Quatrandorit (früher: Andorit), Robinsonit, Semseyit, Twinnit und Zinkenit auftritt.
Als seltene Mineralbildung konnte Plagionit nur an wenigen Fundorten nachgewiesen werden, wobei bisher (Stand: 2013) rund 80 Fundorte als bekannt gelten. Neben seiner Typlokalität „Graf Jost-Christian-Zeche“ trat das Mineral in Deutschland noch an mehreren Stellen im Schwarzwald wie unter anderem Oberwolfach und Sulzburg in Baden-Württemberg; in der Grube „Caspari“ bei Uentrop (Arnsberg) und der Grube Brüderbund bei Eiserfeld in Nordrhein-Westfalen sowie an mehreren Stellen in der Eifel in Rheinland-Pfalz auf.
In Österreich kennt man Plagionit bisher nur aus Loben in der Gemeinde Bad St. Leonhard im Lavanttal (Kärnten).
Weitere Fundorte liegen unter anderem in Bolivien, Bulgarien, China, Frankreich, Indien, Iran, Italien, Kanada, Kirgisistan, Luxemburg, Mexiko, Polen, Rumänien, Serbien, Slowakei, Ungarn, im Vereinigten Königreich (England und Wales) sowie in den Vereinigten Staaten von Amerika (Nevada und Virginia).

## Kristallstruktur
Plagionit kristallisiert monoklin in der Raumgruppe C2/c (Raumgruppen-Nr. 15) mit den Gitterparametern a = 13,49 Å; b = 11,87 Å; c = 19,98 Å und β = 107,2° sowie Formeleinheiten pro Elementarzelle.